# La vendetta di Aquila Nera
La vendetta di Aquila Nera è un film del 1951 diretto da Riccardo Freda.

## Distribuzione
Il film uscì nelle sale cinematografiche italiane il 21 settembre 1951.

## Accoglienza
Il film incassò 368.150.000 lire dell'epoca.

## Opere correlate
Il film è il sequel di Aquila nera realizzato da Freda nel 1946 e sempre con protagonista Rossano Brazzi. La serie chiuderà con un sequel apocrifo, Il figlio di Aquila Nera, diretto da Guido Malatesta nel 1967.